# 红云笋螺
红云笋螺（学名：Terebra nebulosa），是新腹足目笋螺科笋螺属的一种。主要分布于台湾，常栖息在浅海至稍深海的砂质海底。